# Mengxingzhuang (köpinghuvudort i Kina, Jiangsu Sheng, lat 34,18, long 119,22)
Mengxingzhuang är en köpinghuvudort i Kina. Den ligger i provinsen Jiangsu, i den östra delen av landet, omkring 240 kilometer norr om provinshuvudstaden Nanjing. Antalet invånare är 39 383. Befolkningen består av 20 178 kvinnor och 19 205 män. Barn under 15 år utgör 24,0 %, vuxna 15-64 år 64 %, och äldre över 65 år 11,0 %.